# 寺倉正三
寺倉 正三（てらくら しょうぞう、1889年（明治22年）10月14日 - 1964年（昭和39年）7月7日）は、日本の陸軍軍人。最終階級は中将。

## 経歴
岐阜県出身。農業・寺倉祐九郎の二男として生まれる。中学済々黌中退、名古屋陸軍地方幼年学校を経て、1910年（明治43年）5月、陸軍士官学校（22期）を卒業。同年12月、陸軍歩兵少尉に任官し歩兵第59連隊付となる。1919年（大正8年）11月、陸軍大学校（31期）を優等で卒業した。
1920年（大正9年）4月、陸軍省軍務局付勤務となり、軍務局課員、陸軍歩兵学校付（ドイツ出張）、ドイツ駐在、歩兵第37連隊付などを経て、1925年（大正14年）8月、歩兵少佐に進級し歩兵第8連隊付となる。軍務局課員（軍事課）、兼参謀本部員、歩兵第61連隊付、参謀本部員などを歴任し、1933年（昭和8年）8月、歩兵大佐に昇進し歩兵学校研究部主事となった。
1934年（昭和9年）4月、独立歩兵第1連隊長に就任し、陸軍省副官を経て、1937年（昭和12年）8月、陸軍少将に進級し下志津陸軍飛行学校付となる。1938年（昭和13年）3月、第1飛行団長に就任し、次いで陸軍航空士官学校長となり、1939年（昭和14年）10月、陸軍中将に進んだ。1941年（昭和16年）10月、留守第2師団長に就任し太平洋戦争を迎えた。
1943年（昭和18年）6月、第42師団長に親補され仙台に駐屯。翌年3月、第27軍司令官となり千島列島の防衛を担当した。1945年（昭和20年）2月に参謀本部付となり、3月に予備役編入。同年4月に召集を受け東京師管区司令官に就任。東部軍司令部付、東京防衛軍司令官を歴任し、1945年10月に召集解除となった。
1947年（昭和22年）11月28日、公職追放仮指定を受けた。

## 栄典
- 1911年（明治44年）3月10日 - 正八位[2]
- 1914年（大正3年）2月10日 - 従七位[3]
- 1919年（大正8年）3月20日 - 正七位[4]
- 1924年（大正13年）5月15日 - 従六位[5]
- 1937年（昭和12年）9月1日 - 正五位[6]